# Meang
Meang, auch Telikiai genannt, ist die zweitgrößte Insel des Nui-Atolls in dem pazifischen Inselstaat Tuvalu.
Die Insel liegt im Norden des Atolls und erstreckt sich in Nord-Süd-Richtung. Sie ist etwa 1,5 km lang und an ihrer breitesten Stelle etwa 1 km breit. Zwischen Meang und der südlichsten Insel Fenua Tapu ist die Westseite des Atolls zum Meer hin offen, alle weiteren Inseln des Atolls liegen auf seiner Ostseite. Fast unmittelbar schließt sich nach Süden und Osten die Insel Tokinivae an.